# 遠野そよぎ
遠野 そよぎ（とおの そよぎ）は、日本の女性声優。主にアダルトゲームに声をあてている。

## 人物
大学時代に演劇サークルで活動しており、仲の良い映画サークルが制作した映画作品で自分の演じた役のアフレコをした所、友人から「声優に向いてるんじゃない？」と言われ、専門学校へ行くことにした。専門学校の後、養成所に通ったがそこに残れず、普通の仕事も経験した。その後、たまたま現在の事務所のワークショップに参加した所、続けて行われたオーディションに合格し、声優となった。
名義のうち、「そよぎ」は彼女が読んだ漫画作品に登場する、ある女性キャラクターの名前に由来。本名としてなかなか付けにくい一風変わった名前であることから決定された。また、名字の「遠野」は『AIR』のヒロインの一人、遠野美凪にちなんでおり、採用したのは綺麗な響きだったため、と自身のブログで語っている。一方で「遠野」を「とおの」と読むか、はたまた「とーの」と読むのかは明確に決まっていない。
2010年4月に気胸のため、人生で初めての入院を経験した。

## 出演

### ゲーム
※太字は、主役・メインキャラクター。

#### 2003年
- Casual Romance Club -L'etude de I'amour-（織原早苗）
- 夏音-overture-(波多野 ゆかり)

#### 2004年
- 夏音 -June Strange Song-（波多野 ゆかり、仲原 メイ子）
- ダイス・き! 〜恋は運任せ〜（高砂 小豆）
- 夏のひとしずく（瀬尾 結花）

#### 2005年
- 羽くんの憂鬱（如月 みゆき）
- School Days（桂 言葉）
- 光臨天使エンシェル・レナ（朋衛 玲奈/エンシェル・レナ）
- 夏音-Ring-（波多野 ゆかり）
- 部活規格（漣城 姪）

#### 2006年
- ときたま・ふぁんたずむ（七宮 なずな）[6]
- TACTICSBRID（アイシュワリヤ・ナーガ）
- D.C.II 〜ダ・カーポII〜（雪村 杏）
- Summer Days（桂 言葉）
- 聖奴隷学園（森 凛）
- 姫さま凛々しく!（ゆちや）
- 変身淫魔少女かりん〜淫らな悪魔はHがお好き〜（カリン10世）
- フルアニ（榊 倫子/プリンセス）
- たっぷん☆お姉チャー（齋藤 千春）
- やっぱり妹がすきっ!（樋口 亜姫）

#### 2007年
- ホシツグヨ（烏丸 千早）
- きみはぐ（椎名 香澄）
- めいくるッ!（比奈森 依音）
- 桃華月憚（川壁 桃花）
- D.C.II Spring Celebration 〜ダ・カーポII〜 スプリング セレブレイション（雪村 杏）
- Clear -クリア-（宮城野 紗由）
- 魔法戦士エリクシルナイツ〜運命に繋がれし乙女たち〜（エンシェル・レナ）
- 君と恋して結ばれて NVL Ver（山吹 美幸）
- Aster（山吹 美幸）
- FairChild -フェアチャイルド-（有栖川 悠姫）

#### 2008年
- Garden（柊 彩花）
- D.C.P.K. 〜ダ・カーポーカー〜（雪村 杏）
- D.C.II 〜ダ・カーポII〜 音姫編 DVD PlayersGame（雪村 杏）
- D.C.II 〜ダ・カーポII〜 ななか編 DVD PlayersGame（雪村 杏）
- D.C.II 〜ダ・カーポII〜 小恋編 DVD PlayersGame（雪村 杏）
- セイクリッドグラウンド（朋衛 玲奈/エンシェル・レナ）
- Clear クリスタルストーリーズ(宮城 野紗由)
- プリンセスラバー!（金子 綾乃）
- 俺たちに翼はない〜Prelude〜'（林田 美咲）
- 春色桜瀬（桜木 このは）
- HimeのちHoney（聖堂 恵理栖）
- 魔法戦士レムティアナイツ（朋衛 玲奈/エンシェル・レナ）
- ENGAGE LINKS（ヘレン）
- 冬のロンド（クリスティーナ・ルミアウラ）
- ヨスガノソラ（乃木坂 初佳）
- 真・恋姫†無双 〜乙女繚乱☆三国志演義〜（張角）
- D.C.II P.C. 〜ダ・カーポII〜 プラスコミュニーション（雪村 杏）
- DokiDokiる〜みんぐ（榊 曜子）
- ちぇいすと☆ちぇいすっ!（瀬部 エレン）
- 魔法戦士レムティアナイツ -光の乙女たち-（朋衛 玲奈/エンシェル・レナ）

#### 2009年
- 俺たちに翼はない（女生徒A）
- 夜明け前より瑠璃色な - Moonlight Cradle -（シンシア・マルグリット）
- さらさらささら（白妙 亜弥）
- プリ☆さら(白妙 亜弥)
- Flyable Heart（水無瀬 桜子）
- 星空のメモリア -Wish upon a shooting star-（乙津 夢）
- ボクの手の中の楽園（ルファ）
- それでもオレはやってやる！vol.1（芳村 沙夕里、※ダウンロード版）
- Tiara（ナユティア・センツァ・ソルディーノ）
- 天神乱漫 -LUCKY or UNLUCKY!?-（常盤 まひろ）
- Stellar☆Theater（藤崎 天音）
- ハルカナソラ(乃木坂 初佳)
- D.C.II 〜ダ・カーポII〜 由夢編 DVD PlayersGame（雪村 杏）
- D.C.II To You 〜ダ・カーポII〜 トゥーユー（雪村 杏）
- 77 〜And, two stars meet again〜'（常葉 亜紀）
- Signal Heart（天海 沙綾）[7]
- キスと魔王と紅茶〜Kiss×Lord×Darjeeling〜（リセリシアス・H・霧ケ崎）
- D.C.II Fall in Love 〜ダ・カーポII〜 フォーリンラブ（雪村 杏）
- 幻月のパンドオラ（久留宮 初露）
- しろくまベルスターズ♪（神賀浦羽衣）
- 蠅声の王　シナリオII（コサチ）
- ChuChuヘヴン（早乙女撫子）

#### 2010年
- id［イド］ -Rebirth Session-（氷室 紗江）
- なりきりバカップル「本当は、アンタとなんてイチャイチャしたくないんだからねっ!」（風峰 紀久子）
- Cross Days（桂 言葉）
- se・きらら（志津野 泉）
- 超時空爆恋物語〜door☆pi☆chu〜（静御前）
- 星空のメモリア Eternal Heart（乙津 夢）
- アッチむいて恋（八乙女 優由）
- 君の名残は静かに揺れて'（水無瀬 桜子）
- リアル妹がいる大泉くんのばあい（大泉 栞）
- はぴ☆さま! 〜宮乃森村へようこそ!〜（岬 穂香）
- ヒメと魔神と恋するたましぃ（弥栄坂 日美子）[8]
- あまあね（林 ほのか）
- きゃん☆フェス!（豊姫 みのり）
- Tiny Dungeon 〜BLACK and WHITE〜（ノート=ルゥメ）
- Tiny Dungeon 〜BLESS of DRAGON〜（ノート=ルゥメ）
- 真・恋姫†無双 〜萌将伝〜（張角）
- bitter smile.（轟木 みい）
- 涼風のメルト -Where wishes are drawn to each other-（椿 捺菜）
- JINKI EXTEND Re:VISION（志麻 涼子、津崎 青葉）[9]
- 聖なるかな外伝・精霊天翔 〜壊れゆく世界の少女たち〜（クリスト・ミゥ）
- 色に出でにけり わが恋は（御園 美苑）
- D.C. Dream X'mas 〜ダ・カーポ〜 ドリームクリスマス（雪村 杏）
- 世界征服彼女 (山野 希乃子)
- 77 〜beyond the Milky Way〜（常葉 亜紀）
- 初恋サクラメント（柊 旭）
- キラリ南国小麦色　 潮吹きパラダイスへようこそ！（榊真奈）
- 催眠生活～校則だから仕方ない！？（卯月小姫）
- FUTA・ANE～ふたあね～bitter＆sweet（藤枝あやめ）
- 星空のメモリア　COMPLETE（乙津夢）

#### 2011年
- 穢翼のユースティア（聖女イレーヌ）
- 鬼ごっこ!（吉備津宮 灯）
- 鬼ごっこ! ファンディスク（吉備津宮 灯）[10]
- Flyable CandyHeart（水無瀬 桜子）
- ラブラブル 〜lover able〜（姫野 つぐみ）
- デュエリスト×エンゲージ'（野咲 雛菊）
- 初恋タイムカプセル 〜幼馴染とキャッキャうふふ〜（黒葛原 舞花）
- Princess Evangile 〜プリンセス エヴァンジール〜（北御門 律子）
- 彼女は高天に祈らない（天鈿女命）
- 天使の羽根を踏まないでっ（夏日 ひかる）
- ジンコウガクエン（儚）
- とらバ!（東條 姫乃）
- Tiny Dungeon 〜BIRTH for YOURS〜（ノート＝ルゥム）[11]
- 恋愛0キロメートル（木ノ本 咲耶）[12]
- 魔法戦士フェアリーメイズ（瑠璃沢黎/フェアリーカノン）[13]
- どうして抱いてくれないのっ!? 〜女の子だってヤりたいの!〜（輿の宮 卯月）[14]
- 雨芳恋歌 センセイ。わたし、もうオトナだよ……（叶 夏恋）[15]
- 輝光翼戦記 銀の刻のコロナ（コロナ/小田桐 五六七）
- 真夏の夜の雪物語 -MIDSUMMER SNOW NIGHT - （風祭愛奈）
- 舞風のメルト -Where leads to feeling destination-（椿 捺菜） [16]
- World Wide Love! 世界征服彼女ファンディスク（山野 希乃子）[17]
- あっぱれ!天下御免（八辺 由佳里）[18]

#### 2012年
- 同棲ラブラブル（姫野 つぐみ）[19]
- ふたあねHs〜若葉とあやめのLOVEエロ物語〜（藤枝 あやめ）[20]
- fortissimo EXS//Akkord:nächsten Phase（梶浦 海美）[21]
- 乙女が紡ぐ恋のキャンバス（猫西 昭江）[22]
- プリズマティックプリンセス☆ユニゾンスターズ（水無瀬 桜子）[23]
- 恋めくりクローバー（野々川 梢）[24]
- ゆきいろ 〜空に六花の住む町〜（緑川 翠子）[25]
- この大空に、翼をひろげて（羽々音 ひばり）[26]
- 英雄*戦姫（コロンブス）[27]
- Strawberry Feels 〜ストロベリー・フィールズ〜（永坂 真雪）[28]
- Princess Evangile 〜W Happiness〜（北御門 律子）[29]
- 星空へ架かる橋AA（七森　星羅）[30]
- Justy×Nasty 〜魔王はじめました〜（大槻 果林）[31]
- 中の人などいない!（桐原 佐緒理）[32]
- 倉野くんちのふたご事情（倉野 弥恵）[33]
- 魔法戦士エクストラステージ（エンシェル・レナ（朋衛 玲奈））[34]
- あねいもNeo 〜Second Sisters〜（日向 舞）[35]
- あっぱれ!天下御免［祭］（八辺 由佳里）[36]
- 恋色マリアージュ（ルリアスティス・T・御厨）[37]
- SHINY DAYS（桂言葉）
- 俺と5人の嫁さんがラブラブなのは、未来からきた赤ちゃんのおかげに違いない!?（山城あかり）
- 涼風のメルト＆舞風のメルト Wpack（椿 捺菜）
- しろくまベルスターズ♪ハッピーホリデーズ！（神賀浦羽衣）
- Tiny Dungeon~BRAVE or SLAVE~（ノート=ルゥメ）
- 涼風のメルト - days in the sanctuary - （PSP）（椿捺菜）
- 彼女と俺と恋人と。（小沢見 千景）[38]

#### 2013年
- 輝光翼戦記 銀の刻のコロナFD（コロナ/小田桐 五六七[39]、小田桐 赤[40]）
- この大空に、翼をひろげて FLIGHT DIARY（羽々音 ひばり）[41]
- ハピメア（内藤 舞亜）[42]
- 流星☆キセキ -SHOOTING PROBE-（糸川 明日香）[43]
- ひとつ飛ばし恋愛（蒼木 夏芽）[44]
- LOVELY×CATION2（韮崎 日向）[45]
- D.C.III R 〜ダ・カーポIII アール〜（雪村 杏）
- D.C.III R 〜ダ・カーポIII アール〜X-rated（雪村 杏）
- 恋咲く都に愛の約束を 〜Annaffiare〜（ウィニー〈ウィナフレッド・D・ランド〉）[46]
- みずカノ! 〜水着の彼女とHしよっ〜（水瀬 雫）[47]
- 妹スパイラル（妹尾 水那）
- 恋×恋＝∞〜恋する乙女にできること〜（茅野 妃那莉）[48]
- うそつき王子と悩めるお姫さま -PRINCESS SYNDROME-（東雲 クララ）[49]
- 桜舞う乙女のロンド（佐々原 亮子）
- あねいもNeo+ 〜Second Sisters〜（日向 舞）[50]
- あまたらすリドルスター（有栖 結愛）
- Stellar☆Theater Portable（藤崎 天音）
- fortissimo FA//Akkord:nächsten Phase（梶浦海美）

#### 2014年
- 野球拳 Strip Battle Days（桂言葉）
- きみと僕との騎士の日々 -楽園のシュバリエ-（東谷 瑠々花）[51]
- キスアト（星見 月夜）[52]
- ハピメア-Fragmentation Dream-（舞亜）[53]
- Clover Day's（竜胆 つばめ）[54]
- 英雄*戦姫GOLD（コロンブス）[55]
- Endless Dungeon（ノート＝ルゥム）[56]
- ねこまっしぐら〜ねこみみカフェにようこそ〜（宮村 千愛）[57]
- メルトピア（グレーテル・クラム）[58]
- 晴のちきっと菜の花びより（蓮見 玲於奈）[59]
- 彼女と俺と、恋するリゾート 〜彼女と俺と恋人と。＆恋する夏のラストリゾート Wファンディスク〜（小沢見 千景）[60]
- ストリップバトルデイズ（桂 言葉）[61]

#### 2015年
- 鯨神のティアスティラ（上遠野 恵那）[62]
- シルヴァリオ ヴェンデッタ（ミリアルテ・ブランシェ）[63]
- 花咲ワークスプリング!（琴吹 ヒカリ）[64]
- プラマイウォーズ（神宮 実乃璃）[65]
- D.C.II Dearest Marriage 〜ダ・カーポII〜 ディアレストマリッジ〜（雪村 杏）[66]
- LOVEREC.（梁瀬 鶴子）[67]
- 痴漢王 〜淫国の創造者〜（森 凛）[68]
- 恋×シンアイ彼女（小鞠 ゆい）[69]
- こころリスタ!（長沢 星歌）[70]
- 天ノ空レトロスペクト（大空 ひまり）[71]
- フォーリンラブ×4tune（カレン・ウォルプタス）[72]
- 見上げてごらん、夜空の星を（白鳥 織姫）[73]
- もっともっと、舞 ～姉さんの美尻～（舞）

#### 2016年
- LOVEREC. -ミニシアターズ-（梁瀬 鶴子）[74]
- スクールオブファンタジア（東道 桃花）[75]
- 乙女が彩る恋のエッセンス（猫西 昭江）[76]
- Strip Battle Days 2（桂言葉）
- 見上げてごらん、夜空の星を FINE DAYS（白鳥 織姫）[77]
- よめがみ My Sweet Goddess!（無花果 美命）[78]
- スキとスキとでサンカク恋愛（カーラ・オリヴィア）[79]

#### 2017年
- 癒しの女神の実験台（雪城 まりも ）[80]
- D.C.III DreamDays 〜ダ・カーポIII〜 ドリームデイズ（雪村 杏）
- sin光臨天使エンシェル・レナ -REINCARNATION-（朋衛 玲奈/エンシェル・レナ）
- 金色ラブリッチェ (市松 千恵華)
- あなたに恋する恋愛ルセット (かりん先生)
- 真・恋姫†夢想-革命- 蒼天の覇王（張角/天和）

#### 2018年
- かりぐらし恋愛 (臼島 奈々子)
- 見上げてごらん、夜空の星を Interstella Focus（白鳥 織姫）
- 真・恋姫†夢想-革命- 孫呉の血脈（張角/天和）
- 封緘のグラセスタ (魔神フルーレティ)
- Sin光臨天使エンシェルレナFD (エンシェル・レナ)

#### 2019年
- 金色ラブリッチェ-Golden Time- (市松 千恵華、3年女子A)
- 恋愛、借りちゃいました (遠山 愛季)
- 真・恋姫†夢想-革命- 劉旗の大望(張角/天和)
- ソーサレス*アライヴ! 〜the World's End Fallen Star〜（アズーリア・ニューフィールド）

#### 2020年
- Secret Agent 〜騎士学園の忍びなるもの〜（蓮城寺 舞）[81]

#### 2021年
- Secret Agent影華 ～shadow flower～（蓮城寺 舞）
- Secret Agent ～騎士学園の忍びなるもの～ 舞ミニafter DL版（蓮城寺 舞）
- 創作彼女の恋愛公式（凪間 ちなみ）[82]
- クナド国記（燕）

#### 2022年
- 真・恋姫†英雄譚 4 ～乙女耀乱☆三国志演義［呉］～（張角）
- ツインキャスト(夏樹・菜月)

#### 2023年
- 真・恋姫†英雄譚 5 ～乙女耀乱☆三国志演義［魏］～（張角）
- 真・恋姫†英雄譚外伝 -白月の灯火-（張角）
- ハピメア REGRET END (舞亜)

### ゲーム
- Clover Memory's（汐坂 花音）
- 顔のない月-待宵の双椿-（春川 知美）

### オンラインゲーム
- LAST DRAGOON ～禁断のXXX～ (ヴァルレリー)
- スクールさーばんつ!(山野桜子)
- ダンジョンズ＆プリンセス（アステア、秋桜、春車菊、イムリス）[83]
- ミナシゴノシゴト（四門祭祀-サイガワラ）
- 超昂大戦エスカレーションヒロインズ（ビートノーブル・サトリ、女郎蜘蛛奏子/深山奏子）
- Deep One虚無と夢幻のフラグメント（アルマ・リースフェルト）
- 魔王カリンちゃんRPG～恋姫建国奔走記～（テンホウ）

### OVA
- 淫妖蟲 THE ANIMATION 恥録一～排泄～（2006年、白鳥深琴）
- 癒してあげルン 西遊記（2007年、リーリ）
- ドキドキ母娘レッスン 〜教えて♪Hなお勉強〜（2007年、熊谷 亜里沙）[84]
- 少女セクト〜Innocent Lovers〜（2008年、篠宮 茜）[85]
- きみはぐ（2009年、椎名 香澄）
- 彼女は花嫁候補生？ シンデレラコレクション vol.2 （2010年、下田サトミ）
- 貴方だけこんばんわ（2011年、由鈴 零子）
- ショッキングピンク！（2011年、劉備 玄徳）
- 催眠術ZERO kamma.1「村越学園」（2013年、芹沢 夢子）
- 淫術の館 THE ANIMATION(2014年、シルフィ)
- すぽコン! -SPORTSWEAR COMPLEX-（2014年、篠原 香津美）
- 異世界来たのでスケベスキルで全力謳歌しようと思う THE ANIMATION 第3巻、第4巻（2024年、魔王)

### 配信アニメ
- エタニティ 〜深夜の濡恋ちゃんねる♡〜（2020年、上条まなみ[86]） -  デラックス♡版

### ドラマCD
- D.C.II prestorys entrata「こんなカンケイ」（雪村 杏、脚本：雨野智晴）
- D.C.II 雪月花の「ドキドキお見舞い大作戦」（雪村 杏、脚本：たけうちこうた）
- あきそら（咲月 ルナ、※ チャンピオンRED いちご 2009年3月号付録ドラマCD）
- オレと天音の主従な関係-私の全部、ご主人さま専用・・・・ですよ☆-（結城天音、抱き枕カバー特典CD)

### 朗読CD
- School Days 朗読少女・桂言葉－日本文学×妄想編－（桂言葉）[87]

### 音楽CD
- D.C.II Character Song Album（ランティス）
  - 「初恋シュプール」、「青春☆グラフィティ」
- ASa Project Vocal Cover Collection Vol.1 
  - ｢恋ココロ｣

### ラジオCD
- Radio Cross Days CD
  - Vol.1 〜クロス・乙女・デイズ〜
  - Vol.2 〜クロス・妄想・デイズ〜
- そよぎと六花のRadio de ALcot de CD vol.01 - vol.03
- あるらじ! そよぎと六花のRadio de ALcot de CD vol.04 - vol.07
- ほめられてのびるらじおPP Vol.5
- 「D.C.toEF RADIO」 Vol.5
- 「ラジオ真・恋姫†無双 乙女繚乱★ラジオ演義～」vol.1
- 天神乱漫オーラの滝！～まいなすイオンがでてますよ～
- 「Whirlpool &amp; HOOKSOFT Presents うみおかける！大航海ラジオ」Vol.1
- 第2回 輝け！オールスターゲーム声優大集合スペシャル ～東西対抗！！天下ワレメの大合戦！！～

### インターネットラジオ
- ほめられてのびるらじおpp(Purple software/ぱれっと:音泉:2008年6月12日、19日 ゲスト)
- Radio Cross Days（ランティスウェブラジオ：音泉：2009年1月8日 - 2010年3月25日）
- ラジオ真・恋姫†無双(音泉:2009年1月15日 第11回 ゲスト)
- ヒメらじ!(2010年5月14日 ゲスト)
- 星空へ架かるラジオ(音泉:2011年11月26日 生放送 ゲスト)
- うみおかける!大航海ラジオ(音泉:第7回 ゲスト)
- 電脳妄想開発室(BBstation:2012年12月6日 第156回 ゲスト)
- あるらじ! そよぎと六花のRadio de ALcot!（HiBiKi Radio Station：音泉：2013年6月6日 - 2016年12月22日）※本ラジオの録り下ろし最終回収録のラジオCDが2018年12月28日に発売。
- ほめられてのびるらじおZ(Purple software/ぱれっと:音泉:2015年2月5日、12日;2015年4月2日、9日 ゲスト)

### オーディオブック
- ファム・ファタル 熱砂の恋歌（2017年、ナレーション）
- 王子様の歪んだ寵愛 買われた淑女（2017年、ナレーション）
- 絶倫王子と婚約者 ロイヤル・ベイビー大作戦（2017年、ナレーション）